# Лю Кайцюй
Лю Кайцю́й (кит. 刘开渠; 1 октября 1904 — 25 июня 1993) — китайский скульптор.
Портретист и монументалист.
В 1928—1932 гг. учился во Франции. C 1933 г. руководитель отдела скульптуры, а с 1949 — директор Художественного института в Ханчжоу. С 1959 г. — заместитель председателя центральной академии искусств в Пекине.

## Работы
- Памятник Сычуаньским солдатам, погибшим в войне с Японией. (1934)
- Группа «Крестьяне» для Дома крестьянина в Пекине (1949 г.)
- Форсирование реки Янцзы Народно-освободительной армией. Барельеф на памятнике героям революции в Пекине. 1953—1958 гг.